# إل. ليونيل كندريك
إل. ليونيل كندريك (بالإنجليزية: L. Lionel Kendrick)‏ هو مدرس أمريكي، ولد في 19 سبتمبر 1931 في باتون روج في الولايات المتحدة.